# Moss Side (South Ribble)
Moss Side – dzielnica w Leyland w Anglii, w Lancashire, w dystrykcie South Ribble. W 2011 dzielnica liczyła 3679 mieszkańców.